# مقاطعة ساغداوك (مين)
مقاطعة ساغداوك هي مقاطعة في مين، بلغ عدد سكانها 35٬293  نسمة، في 2010، عاصمتها باث، تبلغ مساحتها 959 كيلومتر مربع.

## الموقع
تشترك في الحدود مع:
- مقاطعة كينبيك (مين)
- مقاطعة أندروسكوجين (مين)
- مقاطعة لينكولن (مين)
- مقاطعة كمبرلاند.

## التقسيمات الإدارية
- Arrowsic, Maine [الإنجليزية]‏
- باث
- Bowdoin, Maine [الإنجليزية]‏
- Bowdoinham, Maine [الإنجليزية]‏
- جورجتاون
- Perkins Township, Maine [الإنجليزية]‏
- فيبسبورغ
- Richmond, Maine [الإنجليزية]‏
- Topsham, Maine [الإنجليزية]‏
- West Bath, Maine [الإنجليزية]‏
- Woolwich, Maine [الإنجليزية]‏.